# Beaver (Utah)
Beaver è una città degli Stati Uniti d'America, situata nello Utah, nella contea di Beaver.